# Shayne Toporowski

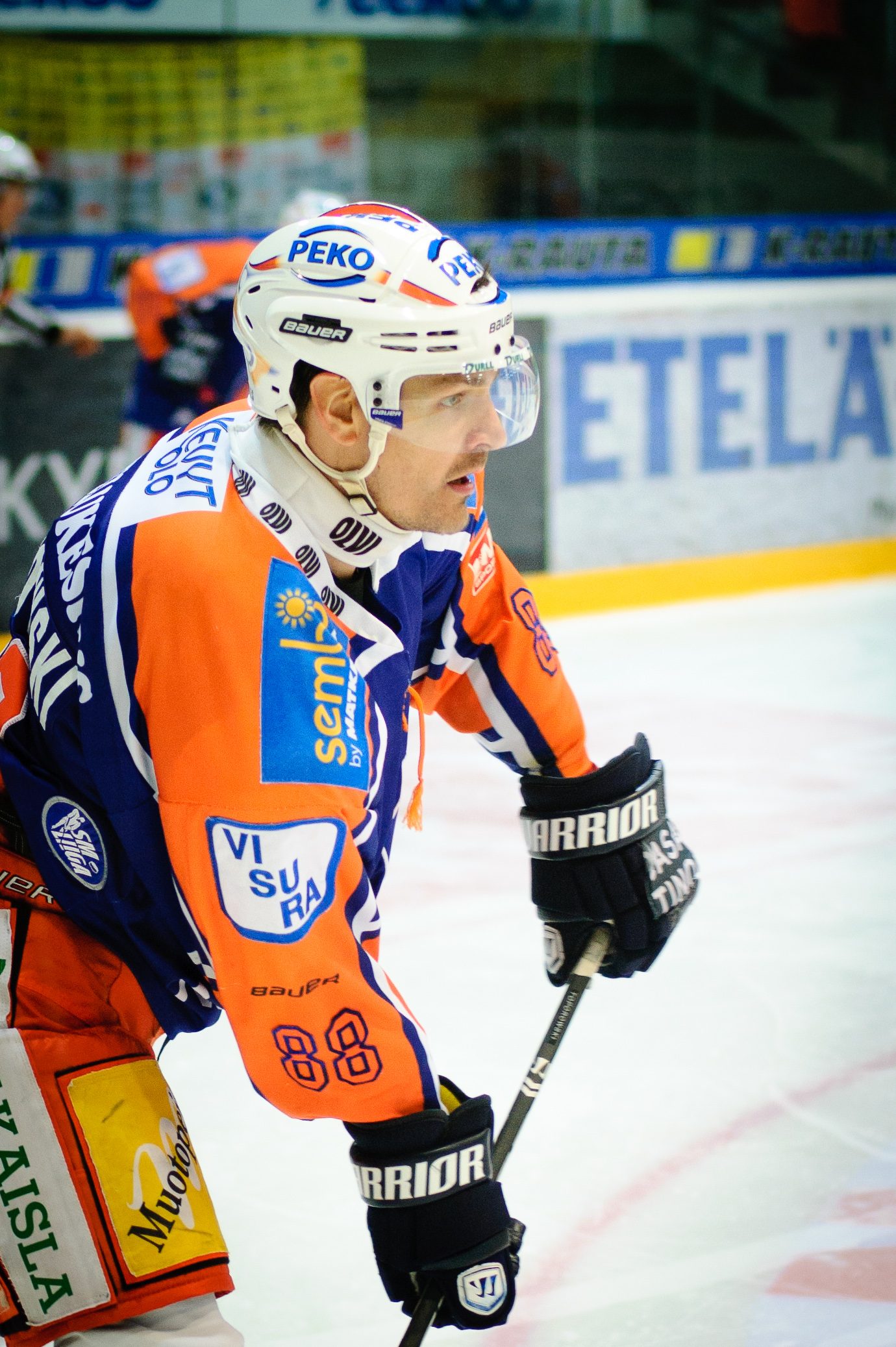
Shayne Toporowski

Shayne Toporowski, född 6 augusti 1975 i Paddockwood, Saskatchewan, är en kanadensisk före detta professionell ishockeyspelare (högerforward).
Shayne har spelat i många klubbar världen över. I NHL spelade han tre matcher för Toronto Maple Leafs, säsongen 1996/97. I Elitserien spelade han för Luleå HF, säsongen 2001/02.